# N. John Habraken

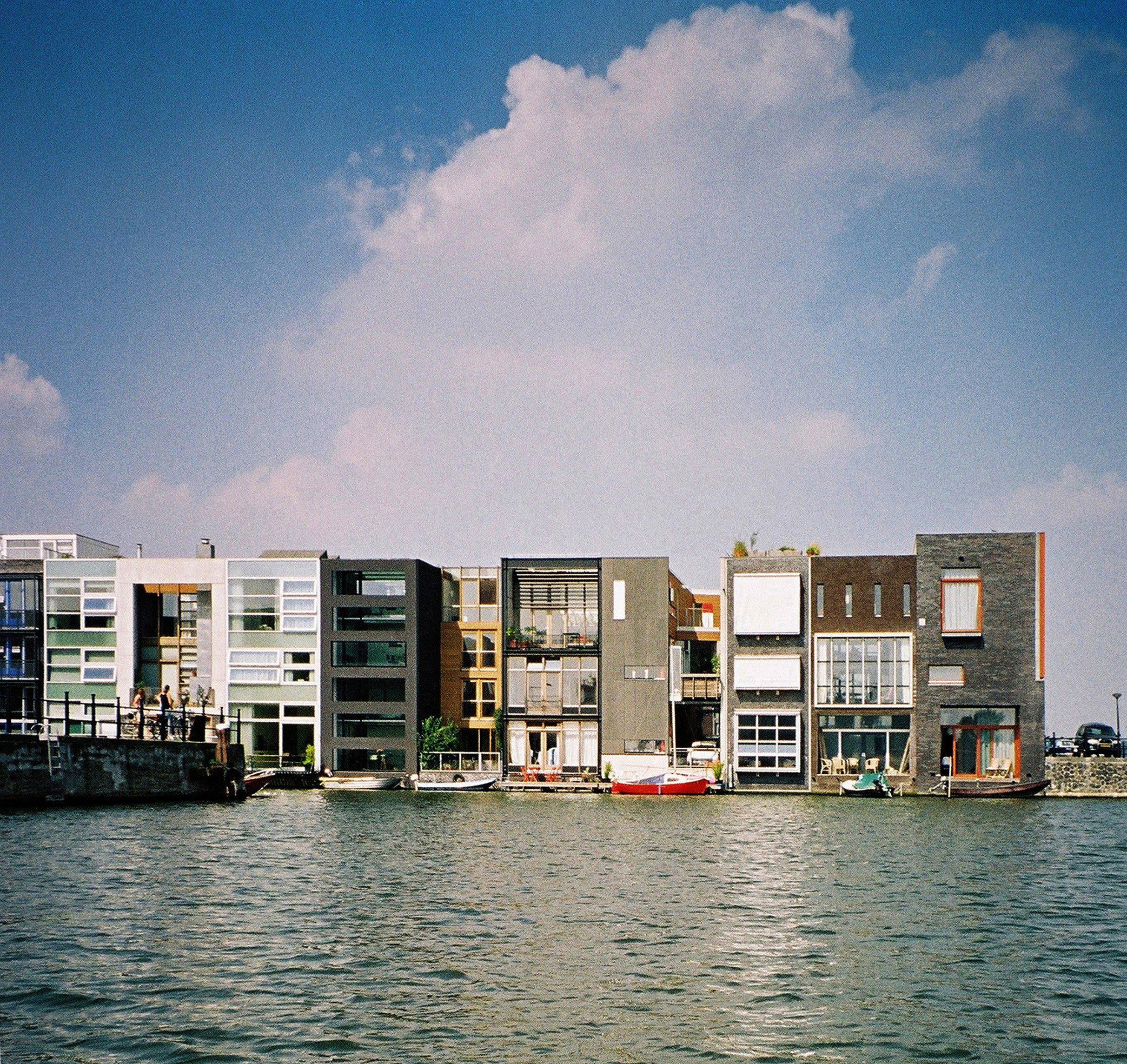
1997, Amsterdam Scheepstimmermanstraat, "Estilo cubo". Plan General y coordinación West 8 (Adriaan Geuze), diseño de casas por diferentes arquitectos para clientes individuales

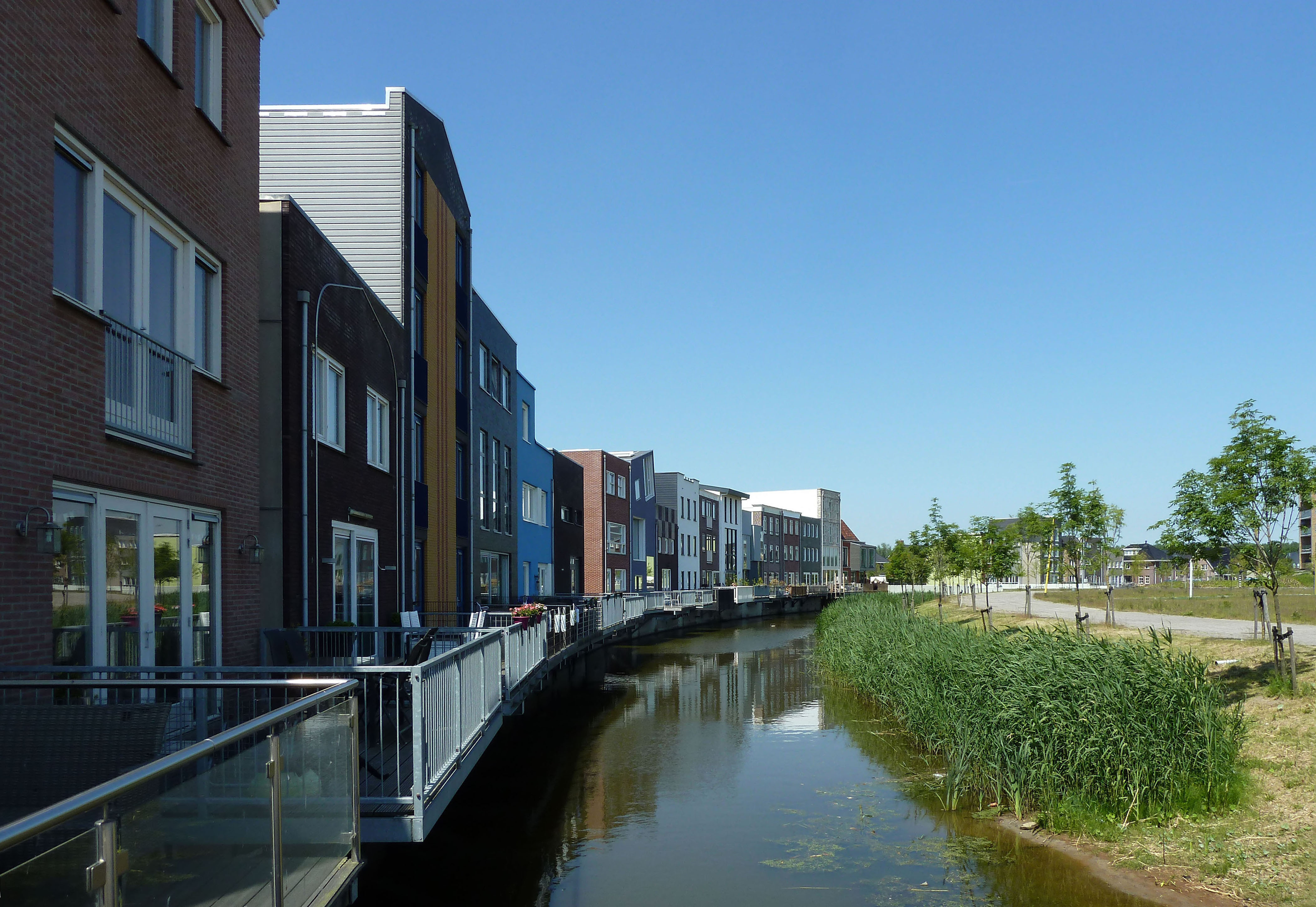
2012, Almere Homeruskwartier, "Mezcla de estilos". Plan General y coordinación OMA, diseño de casas por diferentes arquitectos y residentes. Para más ilustraciones véase más abajo

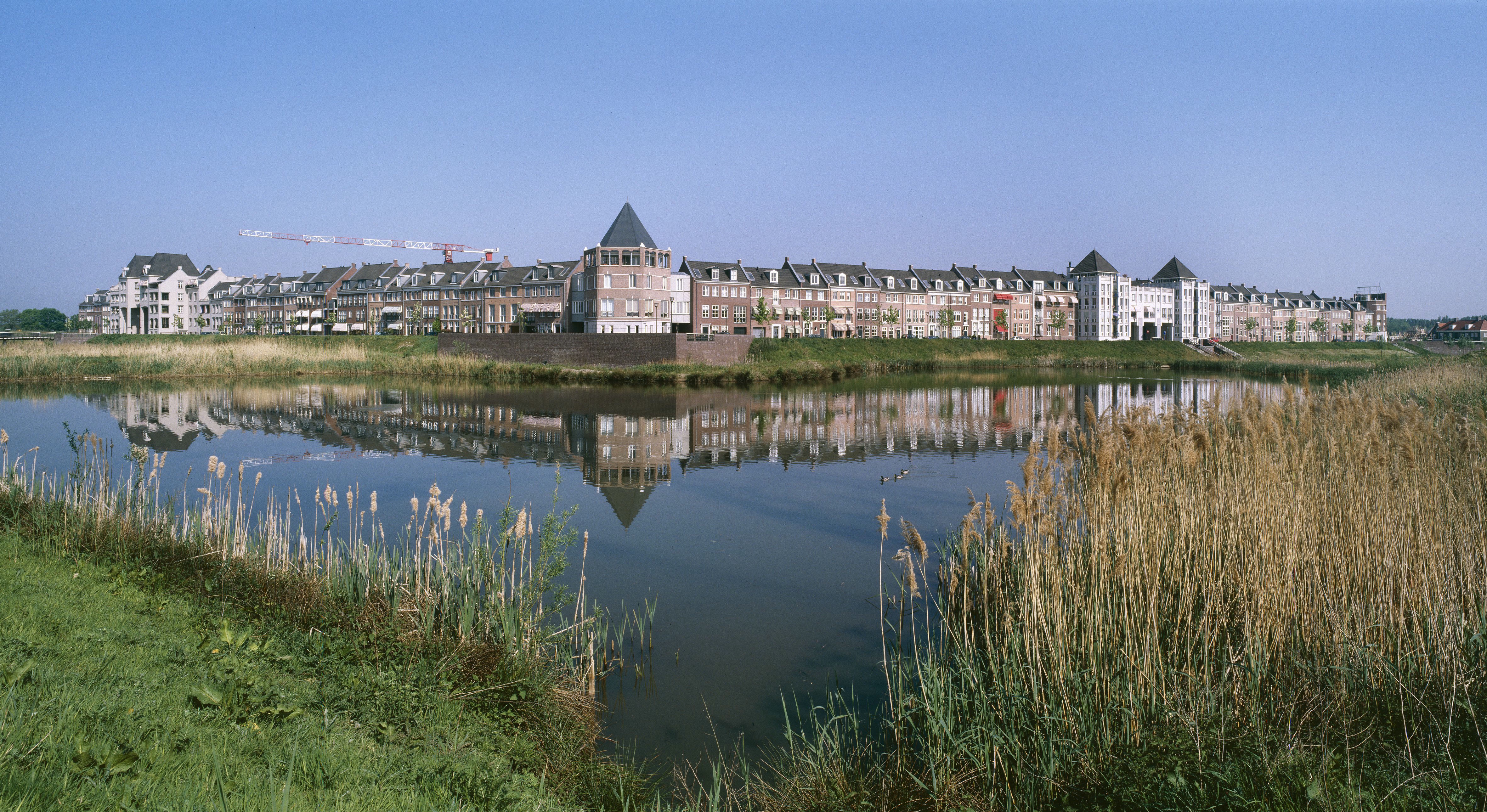
2005, Helmond Brandevoort, "Estilo tradicionalista". Plan General y coordinación Rob Krier, diseño de casas por diferentes arquitectos con clientes individuales

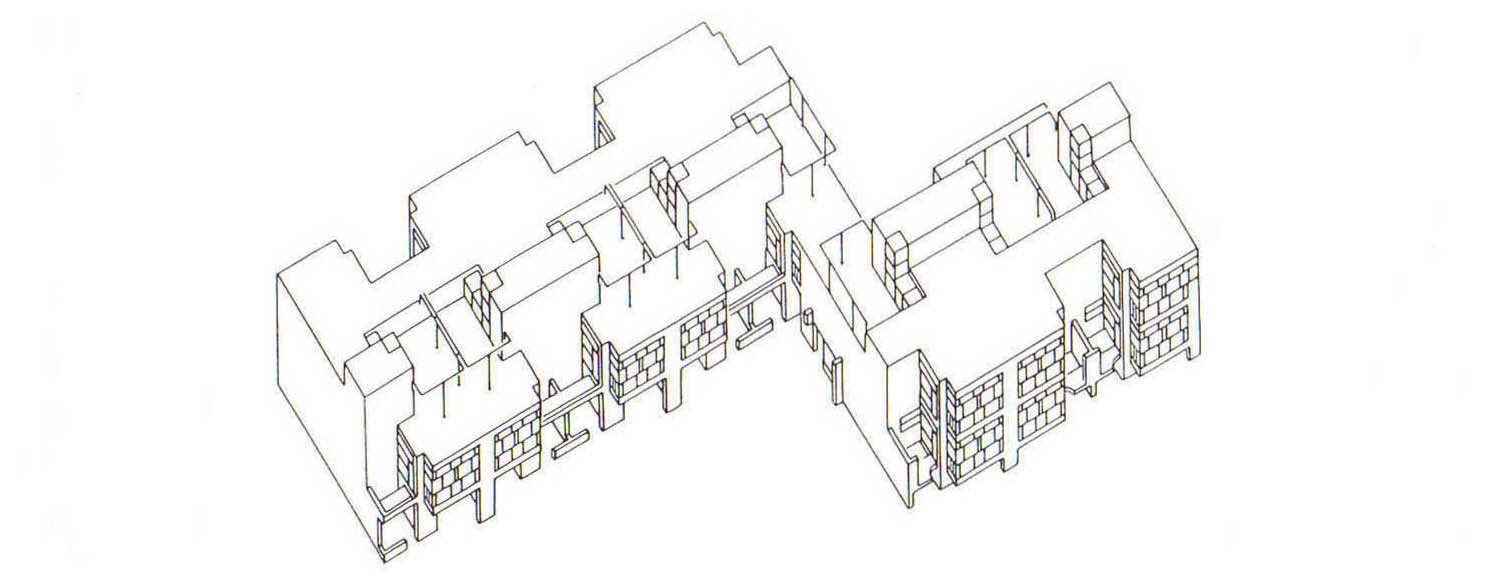
1971, Vivienda Diagoon de Delft, "La arquitectura como producto a medias". Plan de desarrollo y arquitectura de Herman Hertzberger. Estructura básica para participación

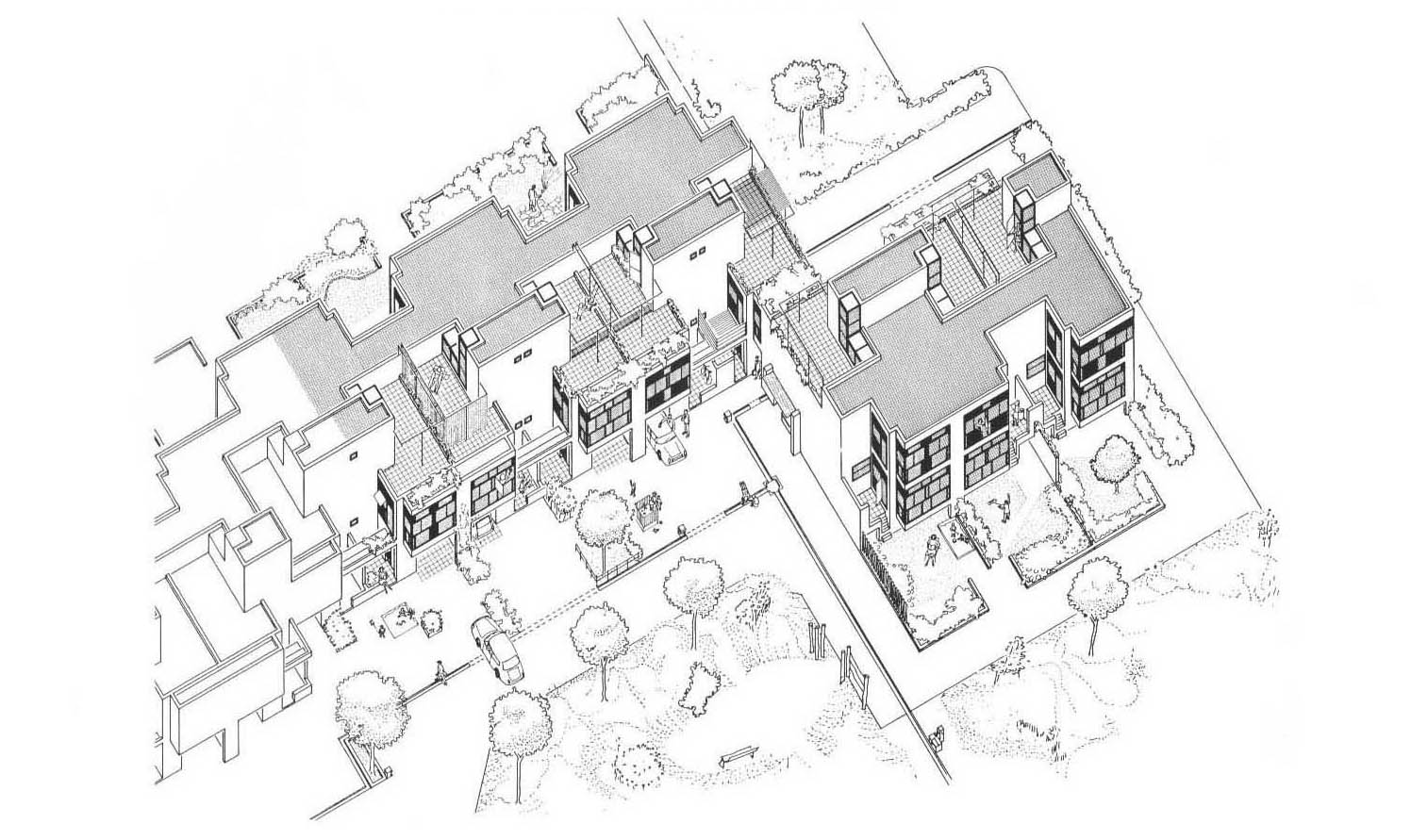
Vivienda Diagoon de Delft. [http://www.diagoonwoningdelft.nl Participación de los vecinos: interior, exterior y paisajismo

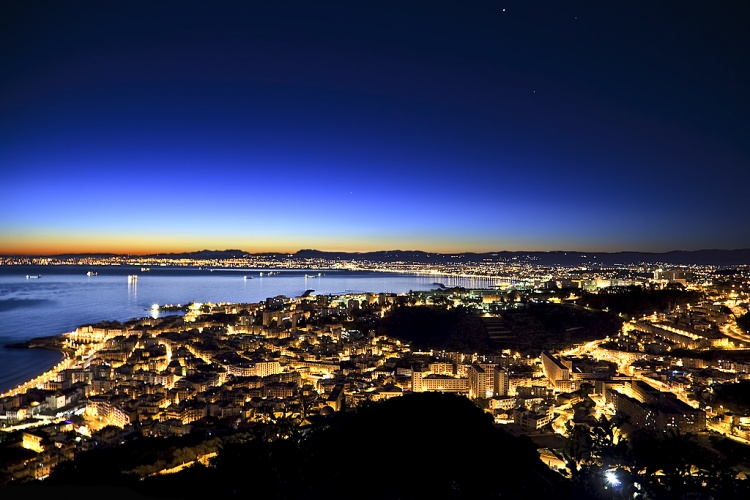
En 1933 Le Corbusier diseñó el proyecto "Fort l'Empereur" en Argel, un complejo de viviendas con participación de los residentes. El proyecto vuelve a tener relevancia en la revista Forum 2/1962 de Bakema.

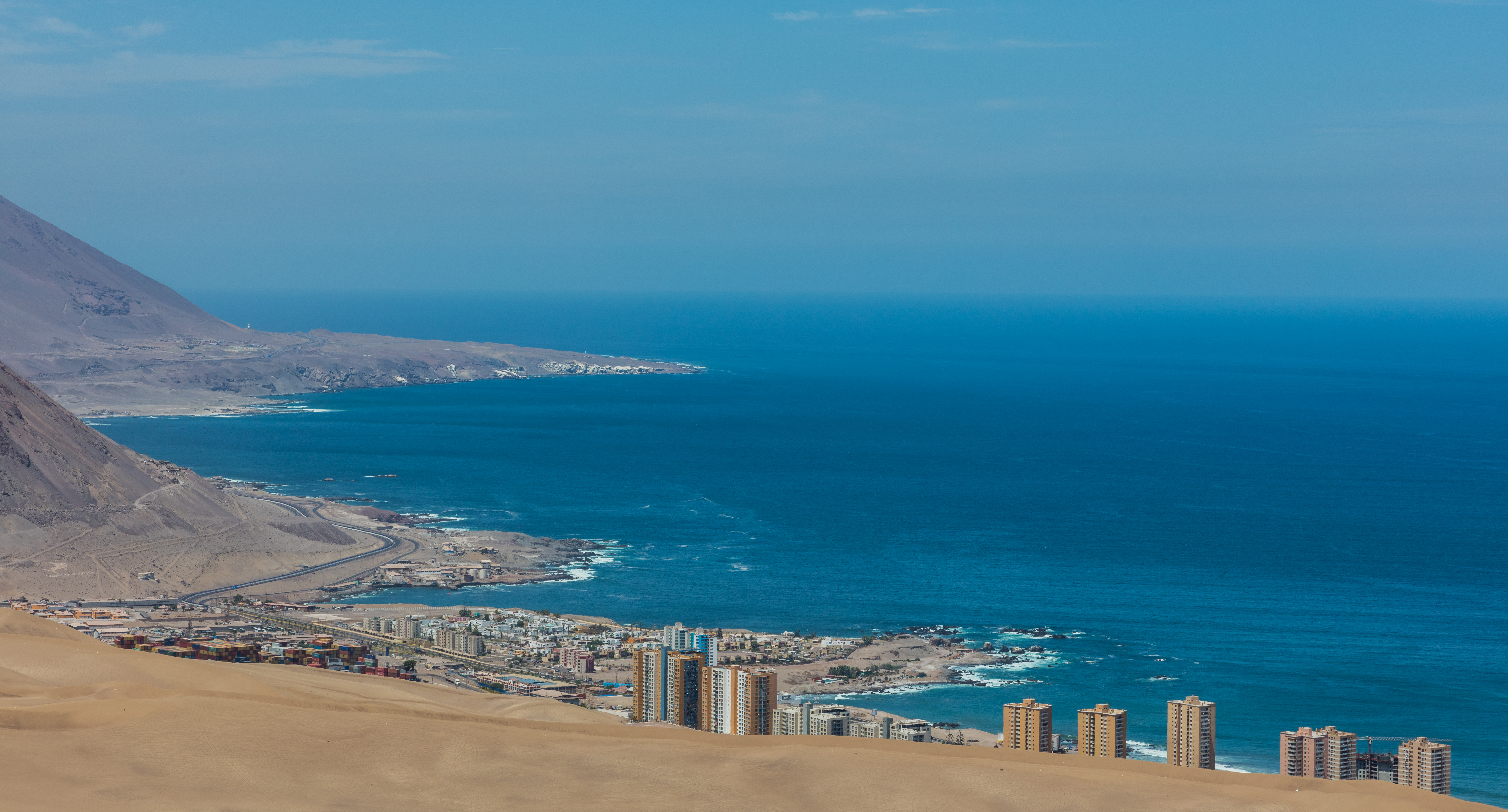
Conjuntos de viviendas sociales con casas de participación en: Iquique 2004 (ill.), Santiago 2007, Monterrey 2010, Constitución 2016 (Alejandro Aravena)

N. John Habraken (Bandung, Indias Orientales Neerlandesas, 29 de octubre de 1928 - Apeldoorn, 21 de octubre de 2023) fue un arquitecto, educador y teórico neerlandés. Sus aportaciones teóricas se enmarcan en el campo de la participación e integración de  usuarios y residentes en el proceso de diseño de viviendas colectivas. El resultado visual de su teoría es una arquitectura de gran variedad. Habraken fue el iniciador del movimiento arquitectónico internacional "Participation movement" (Diseño participativo). Su libro Supports: An Alternative to Mass Housing, publicado por primera vez en 1961, es el manifiesto y el punto de partida de este movimiento. El tema de la participación del residente o del usuario se ha vinculado al estructuralismo y la construcción abierta.

## Biografía
Estudió arquitectura en la Universidad Técnica de Delft, Países Bajos, de 1948 a 1955. De 1965 a 1975 fue director fundador de Stichting Architecten Research (SAR) (Fundación de Arquitectos para la Investigación) en los Países Bajos, destinada a la investigación y desarrollar métodos de diseño y construcción de viviendas abordables. En su libro fundamental, Supports, Habraken propone la separación en el diseño residencial entre  los "soportes" o elementos básicos de la construcción, y los “rellenos” o ampliaciones,  como un medio para dar a los habitantes un papel participativo y significativo en el proceso de diseño. Según Habraken, la aplicación práctica de su teoría queda en manos de "los arquitectos".
En 1967, Habraken fue nombrado profesor en la Universidad Tecnológica de Eindhoven y se le encargó la responsabilidad de crear su nuevo Departamento de Arquitectura y ser su primer director. De 1975 a 1981, Habraken fue jefe del Departamento de Arquitectura del Instituto Tecnológico de Massachusetts (MIT), Cambridge, MA. Enseñó en el MIT hasta su jubilación como profesor emérito en 1989.
Habraken se mantuvo trabajando con métodos y teoría del diseño arquitectónico y urbano: dio conferencias sobre estos temas por todo el mundo y fue autor de un gran número de libros, informes de investigación y numerosos artículos. Su libro The Structure of the Ordinary (La estructura de lo ordinario) es una investigación sobre las leyes que rigen el entorno construido tal como lo revelan sus patrones de transformación. Su último libro, Los hijos de Palladio, fue un intento de explicar por qué los arquitectos no saben cómo abordar el entorno cotidiano.
Habraken vivió en Apeldoorn, Países Bajos, donde falleció a la edad de 94 años.

## Muro de botellas WOBO, Ámsterdam
Habraken diseñó en 1960 la Botella Mundial (WOBO) para Alfred Heineken. Es una botella de cerveza  cuya forma y dimensiones, a manera de ladrillo, permite ser utilizada como elemento de construcción,  apilándose para formar muros. Se pensó como una forma de paliar la deficiencia de materiales de construcción abordables y facilitar la construcción de viviendas para las clases humildes en Curazao.  Es un ejemplo pionero de reciclaje industrial y reutilización adaptativa de materiales. 

## Reconocimientos
Habraken recibió el Creative Achievement Award (Premio al Logro Creativo) de 1988 de la Asociación de Escuelas Universitarias de los EE. UU.; el premio David Roëll de 1979 del Fondo Príncipe Bernardo de Países Bajos; el premio Rey Fahd de diseño e investigación en Arquitectura Islámica, 1985-86; y el Oeuvre Award (Premio a la Obra) de 1996 de la Fundación Nacional de Arte, Diseño y Arquitectura (BKVB oeuvre prijs) de los Países Bajos. Fue miembro honorario del Instituto de Arquitectura de Japón, Caballero de la Real Orden del León Neerlandés 2003 y ganador del Kubus Award for Advancing the Standing of Architecture, otorgado por la BNA, Asociación Neerlandesa de Arquitectos.